# Вулиця Бригади Хартія
Ву́лиця Бригади Хартія — вулиця у Немишлянському районі Харкова. Пролягає в районі Нові Будинки, від вулиці Харківських Дивізій та закінчується переходом у вулицю Біблика.
Довжина вулиці Бригади Хартія становить 1280 м, вона перетинається з вулицею Андрія Ощепкова і бульваром Богдана Хмельницького. Поблизу перетину вулиці та бульвару Богдана Хмельницького розташований пам'ятник полеглим солдатам німецько-радянської війни. Також уздовж вулиці містяться стадіон ХТЗ, басейн (раніше називався «Трудові резерви»). Вулиця закінчується перетином з вулицею Комунальників.

## Забудова вулиці

Анотаційна дошка (демонтована)

Вулиця Бригади Хартія забудована переважно п'ятиповерховими житловими будинками.